# Evžen Veselý
Evžen Veselý (4. února 1907 Prostějov, Vodní ulice 21 – 10. září 1947 Brno, zemská nemocnice) byl český fotbalový útočník a československý amatérský reprezentant.
V roce 1927 se čtyřmi góly podílel na vítězství Sparty Praha v prvním ročníku Středoevropského poháru a o rok později se stal v dresu SK Prostějov amatérským mistrem Československa.

## Hráčská kariéra
Ve Slavii i ve Spartě byl nejčastěji náhradníkem a v obou klubech nastupoval převážně za rezervu. Ve Spartě se v roce 1927 prosadil do prvoligového mužstva, odehrál i jedno derby se Slavií a upozornil na sebe především v úvodu prvního ročníku Středoevropského poháru (tzv. STEP). V roce 1928 se stal s mužstvem SK Prostějov amatérským mistrem Československa. Ve druholigové sezoně 1932/33 nastřílel 22 branky, byl nejlepším střelcem SK Židenice a výrazně přispěl k premiérovému postupu tohoto klubu do I. ligy. V dresu SK Židenice zaznamenal v ročníku 1933/34 svůj poslední prvoligový gól (24. září 1933) i poslední prvoligový start (8. října 1933). V únoru 1934 přestoupil do Moravské Slavie Brno.

### Reprezentace
Jednou nastoupil za amatérské reprezentační mužstvo Československa v zápase s polským reprezentačním A-mužstvem. Toto utkání se hrálo v neděli 28. října 1928 v Praze na Letné v rámci Slovanských her u příležitosti 10. výročí vzniku Československa a přihlíželo mu 15 000 diváků. Ve 25. minutě se srazil s polským brankářem Szumiecem a oba byli nuceni opustit hřiště.
- Československo am. – Polsko „A“ 1:0 (1:0), branka: 45. Jaroslav Moták.[10][11]

### Evropské poháry
Se Spartou Praha startoval v prvním ročníku Středoevropského poháru (STEP) a čtyřmi góly ve čtyřech startech se podílel na jejím prvním vítězství v této soutěži (zopakovala je v ročníku 1935). Vstřelil první dvě branky Sparty v evropských pohárech (domácí výhra 5:1 nad Admirou Vídeň) a ve vídeňské odvetě dal dvě důležité branky, jimiž snižoval na průběžných 2:5 a konečných 3:5 z pohledu Sparty. Objevil se také v obou utkáních s Hungárií Budapešť.

### Prvoligová bilance
| Ročník             | Zápasy | Góly | Minuty | Klub            |
| ------------------ | ------ | ---- | ------ | --------------- |
| I. liga 1927/28    | 4      | 3    | 360    | AC Sparta Praha |
| I. liga 1928/29    | 1      | 0    | 90     | AC Sparta Praha |
| I. liga 1933/34    | 2      | 1    | 180    | SK Židenice     |
| CELKEM I. ČS. LIGA | 7      | 4    | 630    |                 |

### Amatérské mistrovství 1928
Do finále Amatérského mistrovství Československé republiky se probojovala mužstva SK Prostějov a SK Kročehlavy. Finálové utkání se hrálo v neděli 11. listopadu 1928 na stadionu SK Kladno a před 5 000 diváky je řídil sudí Schirmer.
SK Prostějov – SK Kročehlavy 2:0 (1:0)

Branky: 41. a 63. Nenál.

Poznámka: Ve 40. minutě Huml neproměnil pokutový kop (Šrám kryl).
SK Prostějov: Šrám („Šrámek“) – Kácal, Šmudla – Lánský, Kočíř, Cetkovský („Lolek“) – Müller, Nenál, dr. Jiří Stav, E. Veselý, Zatloukal.

SK Kročehlavy: Šubrt – R. Dvořák, Žák/Jánský – Ponic, Brabec-Baron, Huml – Chlíbec, Košťálek, A. Horák, Hejma, Tauber.